# Slikovnica
Slikovnica je knjiga s ilustracijama namijenjena djeci. Sadržaj slikovnice je jednostavan i prilagođen djeci, a trebao bi se odlikovati likovno-estetskim i odgojno-obrazovnim kvalitetama. Prva slikovnica na hrvatskom jeziku, Mala obrazna Biblia, tiskana je 1854.
Djeca zapažaju slike prije govora, pa slikovnica već u najmlađem uzrastu potiče uočavanje, razmišljanje i verbalno izražavanje, razvija maštu, utječe na emocionalni razvoj i usvajanje estetskih stavova. Priča u slikovnici može biti ispričana bez riječi tj. samo ilustracijama. U nekima slikovnicama pored ilustracija ima teksta, ali je on u drugom planu, kratak je i u funkciji razumijevanja ilustracije.

## Vrste slikovnica
Postoje dvije vrste slikovnica:
1. one koje pružaju djeci objektivna i njima razumljiva saznanja iz područja prirode i društva i
2. one koje su metaforičkoga, poetskoga karaktera i predstavljaju proizvode nesputane stvaralačke mašte u koje su umetnute poruke za najmlađe.

Pored dvodimenzionalnih postoje i trodimenzionalne slikovnice koje prelistavanjem daju različite prostorne kompozicije slika, slikovnice s raznim otvorima i preklapanjima, zvučne slikovnice i dr., koje navode djecu da porede, predviđaju, zaključuju, istražuju i sl., stvarajući atmosferu iznenađenja, što pojačava interes i potiče na igru.

## Odlike dobre slikovnice
U dobroj slikovnici su harmonično objedinjeni likovno-estetski i odgojno-obrazovni kvaliteti. Njihov sadržaj je jednostavan i pristupačan djeci. Ilustracije koje sadrže ne smiju obuhvaćati mnogo podataka i detalja, već isticati bitne osobine onoga što prikazuju. Slikovnice bi trebale biti izrađene prema visokim umjetničkim i tehničkim zahtjevima, lake i dobro povezane. Za najmlađe, naročito u jaslicama, poželjne su plastificirane slikovnice koje se mogu dezinfekcirati.
Dobra slikovnica prilagođena razvojnim mogućnostima djeteta doprinosi:
- stjecanju novih spoznaja
- obogaćivanju rječnika i govornih sposobnosti
- povezivanju govornoga i pisanoga jezika
- shvaćanju slike i riječi kao simbola koji prenose poruku
- razvoju opažanja, pažnje, pamćenja, mišljenja, logičkoga zaključivanja
- bogaćenju mašte i razvoju kreativnoga mišljenja
- razvoju emocija i sposobnosti uživljavanja u različite situacije
- stvaranju želje za preradom doživljenoga kroz različite oblike izražavanja – pisanje, slikanje, oponašanje u igri uloga, pokret i pjevanje
- usvajanju moralnih vrijednosti i humanih poruka
- motivaciji za samostalno čitanje.[4]

Često se slikovnicama nazivaju i knjige namijenjene djeci koja su tek počela čitati. To su uglavnom vrlo kratke, pojednostavljene priče ispričane jednostavnim jezikom, također ilustrirane, ali je u ovom slučaju tekst primaran, a ilustracija sekundarna. Ponekad se slikovnicama nazivaju i publikacije koje sadrže nešto više teksta, ali su istovremeno bogato ilustrirane, tako da se na svakoj stranici pored teksta nalazi i ilustracija.